# Azoren-Lorbeer
Der Azoren-Lorbeer (Laurus azorica, Syn.: Persea azorica) ist eine Pflanzenart aus der Familie der Lorbeergewächse (Lauraceae).

## Merkmale

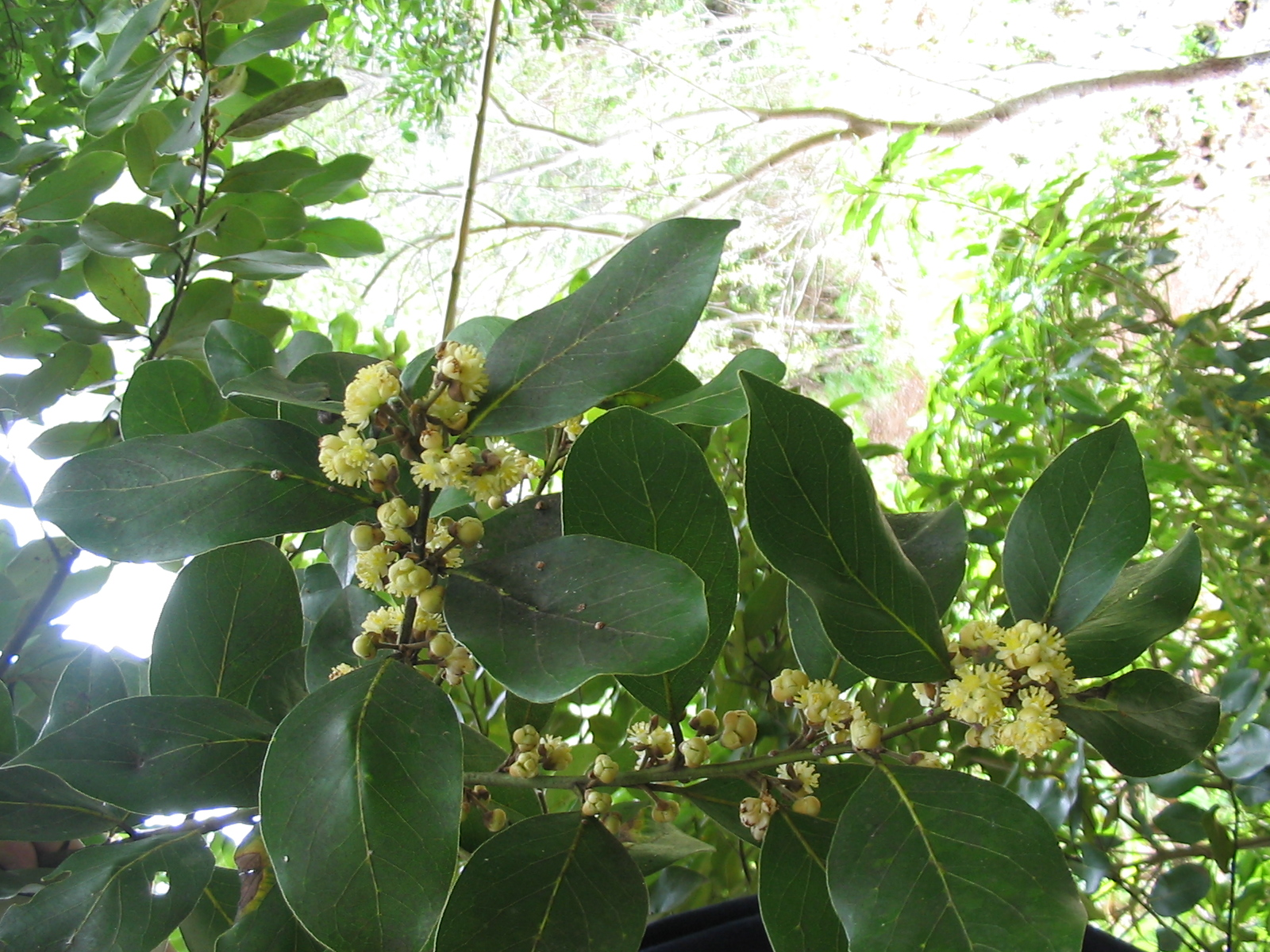
Zweig mit Laubblättern und Blüten

Der Azoren-Lorbeer wächst als immergrüner Baum oder Strauch und kann Wuchshöhen von 15 bis 25 Meter erreichen. Die jungen Laubblätter sind unterseits etwas filzig. Ausgewachsene Laubblätter sind im Unterschied zum Echten Lorbeer (Laurus nobilis) nur wenig aromatisch. Der Blattrand ist glatt oder schwach gewellt. Entlang der Mittelrippe befinden sich in den meisten Achseln der Seitennerven kleine Drüsen (Domatien), die diese Art sicher kennzeichnen. Die Blätter weisen eine Länge von 12 bis 15 Zentimeter und eine Breite von 4 bis 5 Zentimeter auf. 
Die Blütezeit reicht von Februar bis Mai. Der Azoren-Lorbeer ist zweihäusig getrenntgeschlechtig (diözisch).
Die Chromosomenzahl beträgt 2n = 48.

## Verbreitung
Der Azoren-Lorbeer ist auf allen Azoren-Inseln, Madeira und in Marokko beheimatet. Der Azoren-Lorbeer bildet zusammen mit anderen Arten aus der Familie der Lorbeergewächse den Hauptbestandteil der Lorbeerwälder. Ob auch die Vorkommen auf den Kanarischen Inseln dieser Art zugeordnet werden sollten (wie die meisten Bearbeiter annehmen), oder, wie 2002 vorgeschlagen, in eine neue Art Laurus novocanariensis ausgegliedert, ist wissenschaftlich umstritten (vgl. Kapitel Taxonomie unten).

## Taxonomie
Innerhalb der Gattung Laurus wurden traditionell zwei Arten unterschieden, der mediterran verbreitete Echte Lorbeer Laurus nobilis und der makaronesische Azoren-Lorbeer Laurus azorica. Im Jahr 2002 schlugen Rivas-Martínez und Kollegen in einer geobotanischen Arbeit vor, die Pflanzen von den Kanarischen Inseln von Laurus azorica abzutrennen und als eigenständige Art  Laurus novocanariensis aufzufassen, der sie nach morphologischen Merkmalen größere Ähnlichkeit zu Laurus nobilis als zu Laurus azorica im neuen Sinne zusprechen; darin sind ihnen einige Bearbeiter gefolgt. Spätere Untersuchungen stellen diese Abtrennung allerdings in Frage, weil die beiden vorgeschlagenen Taxa weder nach genetischen noch nach morphologischen Daten gegeneinander differenziert werden können. Nach den genetischen Daten können insbesondere Pflanzen aus Marokko keiner der drei Arten mit Sicherheit zugeordnet werden. Damit ist sogar die Monophylie von Laurus azorica s. l. in Frage gestellt, möglicherweise gibt es tatsächlich nur eine Art der Gattung.